# 大和村 (岡山県)
大和村（やまとそん / やまとむら）は、岡山県吉備郡にあった村。現在の加賀郡吉備中央町の一部にあたる。

## 地理
高梁川支流・槙谷川の上中流域に位置していた。

## 歴史
- 1889年（明治22年）6月1日、町村制の施行により、賀陽郡北村、岨谷村、西村、宮地村が合併して村制施行し、大和村が発足[1][2]。旧村名を継承した北、岨谷、西、宮地の4大字を編成[2]。
- 1898年（明治31年）大和村農会設立[2]。
- 1900年（明治33年）4月1日、郡の統合により吉備郡に所属[1][2]。
- 1955年（昭和30年）2月1日、上房郡上竹荘村、豊野村、下竹荘村、吉川村と合併し、町制施行し上房郡賀陽町を新設して廃止された[1][2]。合併後、賀陽町大字北・岨谷・西・宮地となる[2]。

### 地名の由来
大和山にちなむ。

## 産業
- 農業[2]
- 産物：葉煙草、マツタケ[2]